# Uropterygius versutus
Uropterygius versutus es una especie de pez de la familia de los morénidas en el orden de los Anguilliformes.

## Morfología
Los machos pueden llegar a alcanzar los 56 cm de longitud total.

## Distribución geográfica
Se encuentra desde México hasta Panamá, incluyendo las Islas Galápagos.